# Oettinger Rockets Gotha
El Big Oettinger Rockets Gotha es un equipo de baloncesto alemán con sede en la ciudad de Gotha, que compite en la ProA, la segunda división de su país. Disputa sus partidos en el Messe Erfurt, con capacidad para 3,236 espectadores.

## Nombres
- Big Oettinger Rockets Gotha (1998-2004)
- Brauerei Gotha Rockets (2004-2006)
- Big Oettinger Rockets Gotha (2006-actualidad)

## Posiciones en Liga
| Temporada | Nivel | Liga            | Pos. |
| --------- | ----- | --------------- | ---- |
| 2010–11   | 3     | ProB            | 9º   |
| 2011–12   | 3     | ProB            | 1º   |
| 2012–13   | 2     | ProA            | 14º  |
| 2013–14   | 2     | ProA            | 7º   |
| 2014–15   | 2     | ProA            | 4º   |
| 2015–16   | 2     | ProA            | 3º   |
| 2016–17   | 2     | ProA            | 2º   |
| 2017–18   | 1     | BBL             | 17º  |
| 2018–19   | 5     | 2. Regionalliga |      |

## Palmarés
- Subcampeón de la ProA

2017
- Semifinales de la ProA

2015, 2016
- Campeón de la ProB

2012

## Jugadores destacados
| - Kristian Kullamäe - Nils Dejworek - Stefan Dziuballe - Sebastian Fülle - Kay Gausa - Jonas Grof - Michael Haucke - Stephan Haukohl - Felix Hoffmann - Konstantin Klein - Dmitrj Kreis - Jan Lipke - Jannik Lodders - Sascha Maeder - Marcus Muehr - Leo Niebuhr - Robert Oehle - Sebastian Rauch - Joleik Schaffrath - Janek Schmidkunz - Nino Valentic - Marco Völler | - Avi Kazarnovski - Dainius Pleta - Chris-Ebou Ndow - Alasdair Fraser - Lee Reilly - Basem Abdulkader - Jonathan Person - Torvoris Baker - Patrick Behan - Michael Bizoukas - Joshua Bone - Jason Boucher - Martin Brothers - Marquise Carter - Wesley Edwards - Robert Franklin - Grant Gibbs - Chase Griffin - Carlton Guyton - Evan Harris - David Hicks - Phillip Hillstock | - Kevin Hopkins - Robbie Jackson - Tim Jarmusz - Delvon Johnson - Trayvon Lathan - Joe Lawson - Darrel Mitchell - Dustin Mitchell - Marcus Monk - Sam Muldrow - Jaysean Paige - Jacob Parker - Will Reinke - Jordan Riewer - Davon Roberts - Derek Selvig - Ahmad Smith - Parnell Smith - Landon Tatum - Rouldra Thomas - Terry Thompson - Terrell Towns | - Matt Vest - Rob Wilson - Chris Woods - Christopher Razis - Gerard Gomila - Aner Levron - Albert Kuppe - Mirko Virijević - Dane Watts - Elijah Allen - Max DiLeo - Gary Johnson - Brad Loesing - Travis Warech - Jeramie Woods |